# Carlos Roberto Maciel Levy
Carlos Roberto Maciel Levy (* 1951 in Rio de Janeiro) ist ein brasilianischer Kunstkritiker und Kunsthistoriker.

## Leben und Werk
Carlos Roberto Maciel Levy studierte zunächst Kommunikationswissenschaft an der Universidade Federal Fluminense mit Abschluss im Jahr 1974. Zwischen 1973 und 1976 leitete er das Museu Antônio Parreiras in Niterói, das dem brasilianischen Maler Antônio Parreiras gewidmet ist, sodann war er 1978 als Direktor des Museu Histórico do Estado do Rio de Janeiro tätig.
Von 1979 bis 1983 lehrte er Visuelle Kommunikation an der traditionsreichen Escola de Belas Artes da Universidade Federal do Rio de Janeiro (EBA UFRJ), die aus der Kaiserlichen Akademie der Schönen Künste, später auch Nationale Schule der Schönen Künste, hervorgegangen ist, und 1985 unterrichtete er an der Hochschule für Industriedesign in Rio de Janeiro.
Levy schrieb bisher fünf Bücher über brasilianische Kunst des 19. und 20. Jahrhunderts, insbesondere über die Akademische Malerei in Brasilien, so unter anderem ein Buch über das Wirken des deutschstämmigen Landschaftsmalers Johann Georg Grimm und dessen Künstlergruppe Grupo Grimm (1980), die sich der Pleinairmalerei zugewandt hatte.
Sein Werk enthält umfangreiche Studien über die Maler Parreiras (1981) und Castagneto (1982), die von der Câmara Brasileira do Livro und dem „Instituto Nacional do Livro“ ausgezeichnet wurden. 1981 erhielt er den Literaturpreis Prêmio Jabuti für sein O Grupo Grimm. Paisagismo brasileiro no Século XIX als bestes Kunstbuch dieses Jahres. An weiteren kunstgeschichtlichen Büchern war Levy als Co-Autor beteiligt.
Ab 1984 arbeitete er in einem unabhängigen Forschungsprojekt an der Nutzung von Informationstechnologie zum Erschließen wichtiger Dokumentationsquellen für die Kunstgeschichte Brasiliens und erhielt zu diesem Zweck 1990 eine finanzielle Zuwendung von der Stiftung Vitae.
Als Kurator betreute er über dreißig Ausstellungen in öffentlichen und privaten Kultureinrichtungen und hielt von 1972 bis 2002 über 40 Vorträge in brasilianischen Universitäten und Museen in Rio, São Paulo und Minas Gerais.
Gremienarbeit: Levy war von 1973 bis 2003 Mitglied der Associação Brasileira de Críticos de Arte, dem Brasilianischen Verband der Kunstkritiker, und von 1982 bis 2003 des Internationalen Verbandes der Kunstkritiker sowie von 1982 bis 2002 des brasilianischen Komitees des International Council of Museums, dem Internationalen Museumsrates.
In den letzten Jahren widmete er seine Aufmerksamkeit dem Leben und Werk Johann Georg Grimms, über den er 2009 ein eigenes Buch veröffentlichte. Ein Artikel daraus „Johann Georg Grimm e as fazendas de café“ (Johann Georg Grimm und die Kaffeeplantagen) hat er im Dezember 2010 im Internet zur Lektüre bereitgestellt.

## Schriften
- O Grupo Grimm. Paisagismo brasileiro no Século XIX. Pinakotheke, Rio de Janeiro 1980.
- Antônio Parreiras (1860–1937). Pintor de paisagem, gênero e história. Pinakotheke, Rio de Janeiro 1981
- Giovanni Battista Castagneto (1851–1900). O pintor do mar. Pinakotheke, Rio de Janeiro 1982
- 150 anos de pintura de marinha na história da arte brasileira. Exposição reunindo 118 pinturas de autoria de 74 artistas e analisando a ocorrência do tema entre os anos de 1790 a 1945. Museu Nacional de Belas Artes, Rio de Janeiro 1982.
- Exposições gerais da academia imperial e da escola nacional de belas artes. Período monárquico. Catálogo de artistas e obras entre 1840 e 1884. Pinakotheke, Rio de Janeiro 1990.
- Johann Georg Grimm. Vida e obra. Rio de Janeiro 2009.
  - Kapitel Johann Georg Grimm e as fazendas do café (Johann Georg Grimm und die Kaffeefarmen) als Online-Auszug (PDF-Datei; 2,38 MB) Dezember 2010